# Persbo
Persbo, ort i Ludvika kommun, omkring nio kilometer norr om Ludvika, vid riksväg 50. Persbo är en bergsmansby med medeltida anor. Intill Persbo ligger Persbo däljor, som är ett ravinområde, klassat som riksintresse för naturvården. 2015 justerade SCB definitionen för tätorter något, varvid man fann att avstånden mellan de olika husområdena är för stort för att området skall kunna utgöra en gemensam tätort och delarna har för få boende för att i sig kunna utgöra tätorter. Istället avgränsas fyra nya småorter. Den nordligaste av dessa ligger i Gräsberg.
Det finns en krater på Mars: Persbo, som är namngiven efter orten.

## Befolkningsutveckling
| Befolkningsutvecklingen i Persbo 1970–2015                                                                                                   | Befolkningsutvecklingen i Persbo 1970–2015 | Befolkningsutvecklingen i Persbo 1970–2015 | Befolkningsutvecklingen i Persbo 1970–2015 | Befolkningsutvecklingen i Persbo 1970–2015 |
| --- | ------------------------------------------ | ------------------------------------------ | ------------------------------------------ | ------------------------------------------ |
| |                                            |                                            |                                            |                                            |
| År |                                            |                                            | Folkmängd                                  | Areal (ha)                                 |
| 1970 | 1970                                       |                                            | 332                                        |                                            |
| 1975 | 1975                                       |                                            | 305                                        |                                            |
| 1980 | 1980                                       |                                            | 317                                        |                                            |
| 1990 | 1990                                       |                                            | 315                                        | 125                                        |
| 1995 | 1995                                       |                                            | 345                                        | 130                                        |
| 2000 | 2000                                       |                                            | 334                                        | 130                                        |
| 2005 | 2005                                       |                                            | 343                                        | 131                                        |
| 2010 | 2010                                       |                                            | 344                                        | 131                                        |
| 2015 | 2015                                       |                                            | 217                                        | 96#                                        |
| Anm.: Ny tätort 1970. Namnändring 1980 från Övre Persbo till Persbo. Ej tätort 2015. Delad i fyra småort 2015.åter tätort 2023 # Som småort. |                                            |                                            |                                            |                                            |